# Lunde Sogn (Nordfyns Kommune)
 For alternative betydninger, se Lunde Sogn. (Se også artikler, som begynder med Lunde Sogn)
Lunde Sogn er et sogn i Bogense Provsti (Fyens Stift).
I 1800-tallet var Lunde Sogn et selvstændigt pastorat. Det hørte til Lunde Herred i Odense Amt. Lunde sognekommune blev ved kommunalreformen i 1970 indlemmet i Otterup Kommune, der ved strukturreformen i 2007 indgik i Nordfyns Kommune.
I Lunde Sogn ligger Lunde Kirke.
I sognet findes følgende autoriserede stednavne:
- Beldringe (bebyggelse, ejerlav)
- Fremmelev (bebyggelse, ejerlav)
- Kronborg (bebyggelse)
- Lunde (bebyggelse)
- Lunde-Dalskov (bebyggelse)
- Præstehuse (bebyggelse)
- Tåstrup (bebyggelse, ejerlav)
- Ulkendrup (bebyggelse, ejerlav)
- Vester Lunde (bebyggelse, ejerlav)
- Øster Lunde (bebyggelse, ejerlav)